# Lista över fornlämningar i Borgholms kommun (Persnäs)
Lista över fornlämningar i Borgholms kommun (Persnäs) är en förteckning av ett urval av de fornlämningar som finns i Persnäs i Borgholms kommun.
| Namn                                 | Lämningstyp                      | Tillkomsttid | Historisk indelning | Plats | Läge                 | ID-nr          | Bild                                 |
| ------------------------------------ | -------------------------------- | ------------ | ------------------- | ----- | -------------------- | -------------- | ------------------------------------ |
| Persnäs 8:1                          | Gravfält                         |              | Persnäs, Öland      |       | 57.131843, 16.908156 | 10085700080001 | Ladda upp en bild av detta fornminne |
| Persnäs 14:1                         | Stensättning                     |              | Persnäs, Öland      |       | 57.105603, 16.929714 | 10085700140001 | Ladda upp en bild av detta fornminne |
| Persnäs 19:1                         | Gravfält                         |              | Persnäs, Öland      |       | 57.123702, 16.900892 | 10085700190001 | Ladda upp en bild av detta fornminne |
| Persnäs 21:1                         | Stensättning                     |              | Persnäs, Öland      |       | 57.114513, 16.897552 | 10085700210001 | Ladda upp en bild av detta fornminne |
| Persnäs 22:1                         | Stensättning                     |              | Persnäs, Öland      |       | 57.112546, 16.899460 | 10085700220001 | Ladda upp en bild av detta fornminne |
| Persnäs 22:2                         | Stenkammargrav                   |              | Persnäs, Öland      |       | 57.112480, 16.899452 | 10085700220002 | Ladda upp en bild av detta fornminne |
| Persnäs 22:3                         | Stenkammargrav                   |              | Persnäs, Öland      |       | 57.112361, 16.899491 | 10085700220003 | Ladda upp en bild av detta fornminne |
| Grytehamn (Persnäs 23:1)             | Stensättning                     |              | Persnäs, Öland      |       | 57.112368, 16.900336 | 10085700230001 | Ladda upp en bild av detta fornminne |
| Grytehamn (Persnäs 23:2)             | Stensättning                     |              | Persnäs, Öland      |       | 57.112305, 16.900106 | 10085700230002 | Ladda upp en bild av detta fornminne |
| Grytehamn (Persnäs 23:3)             | Stensättning                     |              | Persnäs, Öland      |       | 57.111997, 16.899532 | 10085700230003 | Ladda upp en bild av detta fornminne |
| Persnäs 25:1                         | Gravfält                         |              | Persnäs, Öland      |       | 57.112207, 16.901149 | 10085700250001 | Ladda upp en bild av detta fornminne |
| Persnäs 26:1                         | Gravfält                         |              | Persnäs, Öland      |       | 57.111205, 16.898832 | 10085700260001 | Ladda upp en bild av detta fornminne |
| Persnäs 26:2                         | Gravfält                         |              | Persnäs, Öland      |       | 57.110647, 16.897498 | 10085700260002 | Ladda upp en bild av detta fornminne |
| Persnäs 26:3                         | Stensättning                     |              | Persnäs, Öland      |       | 57.111275, 16.898190 | 10085700260003 | Ladda upp en bild av detta fornminne |
| Persnäs 27:1                         | Stensättning                     |              | Persnäs, Öland      |       | 57.107409, 16.891681 | 10085700270001 | Ladda upp en bild av detta fornminne |
| Persnäs 28:1                         | Stensättning                     |              | Persnäs, Öland      |       | 57.107305, 16.893385 | 10085700280001 | Ladda upp en bild av detta fornminne |
| Persnäs 28:2                         | Stenkistgrav                     |              | Persnäs, Öland      |       | 57.107205, 16.893309 | 10085700280002 | Ladda upp en bild av detta fornminne |
| Persnäs 28:3                         | Stenkistgrav                     |              | Persnäs, Öland      |       | 57.107154, 16.893264 | 10085700280003 | Ladda upp en bild av detta fornminne |
| Persnäs 28:4                         | Stenkistgrav                     |              | Persnäs, Öland      |       | 57.107108, 16.893203 | 10085700280004 | Ladda upp en bild av detta fornminne |
| Persnäs 29:1                         | Stensättning                     |              | Persnäs, Öland      |       | 57.104809, 16.890894 | 10085700290001 | Ladda upp en bild av detta fornminne |
| Persnäs 29:2                         | Stensättning                     |              | Persnäs, Öland      |       | 57.104573, 16.890661 | 10085700290002 | Ladda upp en bild av detta fornminne |
| Persnäs 30:1                         | Stensättning                     |              | Persnäs, Öland      |       | 57.103518, 16.889402 | 10085700300001 | Ladda upp en bild av detta fornminne |
| Persnäs 30:2                         | Stensättning                     |              | Persnäs, Öland      |       | 57.103387, 16.888530 | 10085700300002 | Ladda upp en bild av detta fornminne |
| Persnäs 32:1                         | Grav markerad av sten/block      |              | Persnäs, Öland      |       | 57.104117, 16.888911 | 10085700320001 | Ladda upp en bild av detta fornminne |
| Gillberga raukar (Persnäs 36:1)      | Gravfält                         |              | Persnäs, Öland      |       | 57.101365, 16.888332 | 10085700360001 | Ladda upp en bild av detta fornminne |
| Gillberga raukar (Persnäs 36:2)      | Stensättning                     |              | Persnäs, Öland      |       | 57.102088, 16.888474 | 10085700360002 | Ladda upp en bild av detta fornminne |
| Gillberga raukar (Persnäs 36:3)      | Stensättning                     |              | Persnäs, Öland      |       | 57.102034, 16.888466 | 10085700360003 | Ladda upp en bild av detta fornminne |
| Gillberga raukar (Persnäs 36:4)      | Stensättning                     |              | Persnäs, Öland      |       | 57.102484, 16.888601 | 10085700360004 | Ladda upp en bild av detta fornminne |
| Persnäs 37:1                         | Stensättning                     |              | Persnäs, Öland      |       | 57.100291, 16.888139 | 10085700370001 | Ladda upp en bild av detta fornminne |
| Persnäs 39:1                         | Gravfält                         |              | Persnäs, Öland      |       | 57.097823, 16.887358 | 10085700390001 | Ladda upp en bild av detta fornminne |
| Persnäs 40:1                         | Gravfält                         |              | Persnäs, Öland      |       | 57.095618, 16.888167 | 10085700400001 | Ladda upp en bild av detta fornminne |
| Persnäs 44:1                         | Gravfält                         |              | Persnäs, Öland      |       | 57.097694, 16.910946 | 10085700440001 | Ladda upp en bild av detta fornminne |
| Persnäs 44:2                         | Stensättning                     |              | Persnäs, Öland      |       | 57.097004, 16.911236 | 10085700440002 | Ladda upp en bild av detta fornminne |
| Persnäs 45:1                         | Stensättning                     |              | Persnäs, Öland      |       | 57.105643, 16.911202 | 10085700450001 | Ladda upp en bild av detta fornminne |
| Persnäs 46:1                         | Stenkrets                        |              | Persnäs, Öland      |       | 57.120986, 16.913765 | 10085700460001 | Ladda upp en bild av detta fornminne |
| Persnäs 46:2                         | Gravfält                         |              | Persnäs, Öland      |       | 57.120586, 16.913533 | 10085700460002 | Ladda upp en bild av detta fornminne |
| Persnäs 47:1                         | Husgrund, förhistorisk/medeltida |              | Persnäs, Öland      |       | 57.112194, 16.914275 | 10085700470001 | Ladda upp en bild av detta fornminne |
| Persnäs 47:2                         | Husgrund, förhistorisk/medeltida |              | Persnäs, Öland      |       | 57.112267, 16.913997 | 10085700470002 | Ladda upp en bild av detta fornminne |
| Persnäs 47:3                         | Husgrund, förhistorisk/medeltida |              | Persnäs, Öland      |       | 57.112402, 16.914289 | 10085700470003 | Ladda upp en bild av detta fornminne |
| Persnäs 47:6                         | Husgrund, förhistorisk/medeltida |              | Persnäs, Öland      |       | 57.112600, 16.913061 | 10085700470006 | Ladda upp en bild av detta fornminne |
| Persnäs 47:7                         | Husgrund, förhistorisk/medeltida |              | Persnäs, Öland      |       | 57.112680, 16.913113 | 10085700470007 | Ladda upp en bild av detta fornminne |
| Persnäs 52:1                         | Stensättning                     |              | Persnäs, Öland      |       | 57.094676, 16.887917 | 10085700520001 | Ladda upp en bild av detta fornminne |
| Persnäs 53:1                         | Grav markerad av sten/block      |              | Persnäs, Öland      |       | 57.092722, 16.888986 | 10085700530001 | Ladda upp en bild av detta fornminne |
| Persnäs 54:1                         | Stensättning                     |              | Persnäs, Öland      |       | 57.092334, 16.888821 | 10085700540001 | Ladda upp en bild av detta fornminne |
| Persnäs 55:1                         | Stensättning                     |              | Persnäs, Öland      |       | 57.093761, 16.878996 | 10085700550001 | Ladda upp en bild av detta fornminne |
| Persnäs 55:2                         | Stensättning                     |              | Persnäs, Öland      |       | 57.093640, 16.878518 | 10085700550002 | Ladda upp en bild av detta fornminne |
| Persnäs 55:3                         | Stensättning                     |              | Persnäs, Öland      |       | 57.093572, 16.878275 | 10085700550003 | Ladda upp en bild av detta fornminne |
| Persnäs 56:1                         | Stensättning                     |              | Persnäs, Öland      |       | 57.091212, 16.874372 | 10085700560001 | Ladda upp en bild av detta fornminne |
| Persnäs 57:1                         | Grav markerad av sten/block      |              | Persnäs, Öland      |       | 57.095297, 16.906126 | 10085700570001 | Ladda upp en bild av detta fornminne |
| Persnäs 57:2                         | Grav markerad av sten/block      |              | Persnäs, Öland      |       | 57.095327, 16.906186 | 10085700570002 | Ladda upp en bild av detta fornminne |
| Persnäs 57:3                         | Grav markerad av sten/block      |              | Persnäs, Öland      |       | 57.095392, 16.906287 | 10085700570003 | Ladda upp en bild av detta fornminne |
| Persnäs 57:4                         | Grav markerad av sten/block      |              | Persnäs, Öland      |       | 57.095463, 16.906401 | 10085700570004 | Ladda upp en bild av detta fornminne |
| Persnäs 57:5                         | Grav markerad av sten/block      |              | Persnäs, Öland      |       | 57.095486, 16.906407 | 10085700570005 | Ladda upp en bild av detta fornminne |
| Persnäs 57:6                         | Grav markerad av sten/block      |              | Persnäs, Öland      |       | 57.095633, 16.906506 | 10085700570006 | Ladda upp en bild av detta fornminne |
| Högåsen (Persnäs 59:1)               | Gravfält                         |              | Persnäs, Öland      |       | 57.087204, 16.885074 | 10085700590001 | Ladda upp en bild av detta fornminne |
| Persnäs 60:1                         | Gravfält                         |              | Persnäs, Öland      |       | 57.084448, 16.881154 | 10085700600001 | Ladda upp en bild av detta fornminne |
| Persnäs 61:1                         | Stensättning                     |              | Persnäs, Öland      |       | 57.086204, 16.879379 | 10085700610001 | Ladda upp en bild av detta fornminne |
| Persnäs 62:1                         | Stensättning                     |              | Persnäs, Öland      |       | 57.088516, 16.889899 | 10085700620001 | Ladda upp en bild av detta fornminne |
| Persnäs 63:1                         | Stensättning                     |              | Persnäs, Öland      |       | 57.083353, 16.864941 | 10085700630001 | Ladda upp en bild av detta fornminne |
| Persnäs 63:2                         | Grav markerad av sten/block      |              | Persnäs, Öland      |       | 57.083390, 16.865012 | 10085700630002 | Ladda upp en bild av detta fornminne |
| Persnäs 63:3                         | Grav markerad av sten/block      |              | Persnäs, Öland      |       | 57.083412, 16.865056 | 10085700630003 | Ladda upp en bild av detta fornminne |
| Persnäs 63:4                         | Grav markerad av sten/block      |              | Persnäs, Öland      |       | 57.083427, 16.865089 | 10085700630004 | Ladda upp en bild av detta fornminne |
| Persnäs 65:1                         | Husgrund, förhistorisk/medeltida |              | Persnäs, Öland      |       | 57.111044, 16.915052 | 10085700650001 | Ladda upp en bild av detta fornminne |
| Persnäs 66:1                         | Husgrund, förhistorisk/medeltida |              | Persnäs, Öland      |       | 57.094178, 16.911430 | 10085700660001 | Ladda upp en bild av detta fornminne |
| Persnäs 67:1                         | Husgrund, förhistorisk/medeltida |              | Persnäs, Öland      |       | 57.092560, 16.908962 | 10085700670001 | Ladda upp en bild av detta fornminne |
| Persnäs 67:2                         | Husgrund, förhistorisk/medeltida |              | Persnäs, Öland      |       | 57.092493, 16.908589 | 10085700670002 | Ladda upp en bild av detta fornminne |
| Persnäs 67:3                         | Husgrund, förhistorisk/medeltida |              | Persnäs, Öland      |       | 57.092232, 16.908469 | 10085700670003 | Ladda upp en bild av detta fornminne |
| Persnäs 67:4                         | Husgrund, förhistorisk/medeltida |              | Persnäs, Öland      |       | 57.092285, 16.908145 | 10085700670004 | Ladda upp en bild av detta fornminne |
| Persnäs 68:1                         | Husgrund, förhistorisk/medeltida |              | Persnäs, Öland      |       | 57.091160, 16.908061 | 10085700680001 | Ladda upp en bild av detta fornminne |
| Persnäs 68:2                         | Stensättning                     |              | Persnäs, Öland      |       | 57.091044, 16.908371 | 10085700680002 | Ladda upp en bild av detta fornminne |
| Persnäs 70:1                         | Husgrund, förhistorisk/medeltida |              | Persnäs, Öland      |       | 57.079064, 16.896124 | 10085700700001 | Ladda upp en bild av detta fornminne |
| Persnäs 72:1                         | Stensättning                     |              | Persnäs, Öland      |       | 57.076286, 16.868193 | 10085700720001 | Ladda upp en bild av detta fornminne |
| Persnäs 74:1                         | Stensättning                     |              | Persnäs, Öland      |       | 57.074238, 16.858665 | 10085700740001 | Ladda upp en bild av detta fornminne |
| Persnäs 74:2                         | Stensättning                     |              | Persnäs, Öland      |       | 57.074272, 16.859010 | 10085700740002 | Ladda upp en bild av detta fornminne |
| Persnäs 75:1                         | Gravfält                         |              | Persnäs, Öland      |       | 57.066630, 16.858195 | 10085700750001 | Ladda upp en bild av detta fornminne |
| Persnäs 76:1                         | Gravfält                         |              | Persnäs, Öland      |       | 57.065266, 16.858048 | 10085700760001 | Ladda upp en bild av detta fornminne |
| Triangelpunkt Sandvik (Persnäs 77:1) | Stensättning                     |              | Persnäs, Öland      |       | 57.066023, 16.844914 | 10085700770001 | Ladda upp en bild av detta fornminne |
| Triangelpunkt Sandvik (Persnäs 77:2) | Stensättning                     |              | Persnäs, Öland      |       | 57.066031, 16.845066 | 10085700770002 | Ladda upp en bild av detta fornminne |
| Triangelpunkt Sandvik (Persnäs 77:3) | Stensättning                     |              | Persnäs, Öland      |       | 57.065999, 16.845273 | 10085700770003 | Ladda upp en bild av detta fornminne |
| Persnäs 78:2                         | Stensättning                     |              | Persnäs, Öland      |       | 57.058852, 16.838393 | 10085700780002 | Ladda upp en bild av detta fornminne |
| Persnäs 80:1                         | Stensättning                     |              | Persnäs, Öland      |       | 57.055848, 16.837152 | 10085700800001 | Ladda upp en bild av detta fornminne |
| Persnäs 80:2                         | Grav markerad av sten/block      |              | Persnäs, Öland      |       | 57.055767, 16.837193 | 10085700800002 | Ladda upp en bild av detta fornminne |
| Persnäs 81:1                         | Stensättning                     |              | Persnäs, Öland      |       | 57.052822, 16.836718 | 10085700810001 | Ladda upp en bild av detta fornminne |
| Persnäs 82:1                         | Stensättning                     |              | Persnäs, Öland      |       | 57.051380, 16.836695 | 10085700820001 | Ladda upp en bild av detta fornminne |
| Persnäs 82:2                         | Stensättning                     |              | Persnäs, Öland      |       | 57.051826, 16.837187 | 10085700820002 | Ladda upp en bild av detta fornminne |
| Persnäs 83:1                         | Stensättning                     |              | Persnäs, Öland      |       | 57.072351, 16.865196 | 10085700830001 | Ladda upp en bild av detta fornminne |
| Persnäs 83:2                         | Stensättning                     |              | Persnäs, Öland      |       | 57.072390, 16.864959 | 10085700830002 | Ladda upp en bild av detta fornminne |
| Persnäs 83:3                         | Stensättning                     |              | Persnäs, Öland      |       | 57.072458, 16.864730 | 10085700830003 | Ladda upp en bild av detta fornminne |
| Persnäs 84:1                         | Stenkrets                        |              | Persnäs, Öland      |       | 57.066748, 16.868156 | 10085700840001 | Ladda upp en bild av detta fornminne |
| Persnäs 84:2                         | Stensättning                     |              | Persnäs, Öland      |       | 57.066831, 16.868714 | 10085700840002 | Ladda upp en bild av detta fornminne |
| Persnäs 84:3                         | Stensättning                     |              | Persnäs, Öland      |       | 57.066426, 16.867992 | 10085700840003 | Ladda upp en bild av detta fornminne |
| Persnäs 85:1                         | Gravfält                         |              | Persnäs, Öland      |       | 57.063403, 16.866125 | 10085700850001 | Ladda upp en bild av detta fornminne |
| Persnäs 86:1                         | Gravfält                         |              | Persnäs, Öland      |       | 57.062327, 16.869370 | 10085700860001 | Ladda upp en bild av detta fornminne |
| Persnäs 86:2                         | Stensättning                     |              | Persnäs, Öland      |       | 57.062422, 16.869753 | 10085700860002 | Ladda upp en bild av detta fornminne |
| Persnäs 87:1                         | Stensättning                     |              | Persnäs, Öland      |       | 57.061015, 16.869329 | 10085700870001 | Ladda upp en bild av detta fornminne |
| Persnäs 88:1                         | Stensättning                     |              | Persnäs, Öland      |       | 57.061389, 16.871691 | 10085700880001 | Ladda upp en bild av detta fornminne |
| Persnäs 89:1                         | Gravfält                         |              | Persnäs, Öland      |       | 57.055874, 16.861950 | 10085700890001 | Ladda upp en bild av detta fornminne |
| Persnäs 90:1                         | Gravfält                         |              | Persnäs, Öland      |       | 57.054907, 16.862839 | 10085700900001 | Ladda upp en bild av detta fornminne |
| Persnäs 91:1                         | Husgrund, förhistorisk/medeltida |              | Persnäs, Öland      |       | 57.055433, 16.860899 | 10085700910001 | Ladda upp en bild av detta fornminne |
| Persnäs 92:1                         | Husgrund, förhistorisk/medeltida |              | Persnäs, Öland      |       | 57.056317, 16.858926 | 10085700920001 | Ladda upp en bild av detta fornminne |
| Persnäs 92:2                         | Husgrund, förhistorisk/medeltida |              | Persnäs, Öland      |       | 57.056272, 16.859199 | 10085700920002 | Ladda upp en bild av detta fornminne |
| Persnäs 93:1                         | Husgrund, förhistorisk/medeltida |              | Persnäs, Öland      |       | 57.053756, 16.860324 | 10085700930001 | Ladda upp en bild av detta fornminne |
| Persnäs 93:2                         | Husgrund, förhistorisk/medeltida |              | Persnäs, Öland      |       | 57.053659, 16.860583 | 10085700930002 | Ladda upp en bild av detta fornminne |
| Persnäs 94:1                         | Husgrund, förhistorisk/medeltida |              | Persnäs, Öland      |       | 57.053482, 16.858482 | 10085700940001 | Ladda upp en bild av detta fornminne |
| Persnäs 94:2                         | Husgrund, förhistorisk/medeltida |              | Persnäs, Öland      |       | 57.053372, 16.858336 | 10085700940002 | Ladda upp en bild av detta fornminne |
| Persnäs 94:3                         | Husgrund, förhistorisk/medeltida |              | Persnäs, Öland      |       | 57.053361, 16.858764 | 10085700940003 | Ladda upp en bild av detta fornminne |
| Persnäs 94:4                         | Husgrund, förhistorisk/medeltida |              | Persnäs, Öland      |       | 57.053335, 16.859123 | 10085700940004 | Ladda upp en bild av detta fornminne |
| Persnäs 95:1                         | Husgrund, förhistorisk/medeltida |              | Persnäs, Öland      |       | 57.053167, 16.860803 | 10085700950001 | Ladda upp en bild av detta fornminne |
| Persnäs 96:1                         | Husgrund, förhistorisk/medeltida |              | Persnäs, Öland      |       | 57.055531, 16.854315 | 10085700960001 | Ladda upp en bild av detta fornminne |
| Persnäs 96:2                         | Husgrund, förhistorisk/medeltida |              | Persnäs, Öland      |       | 57.055562, 16.854112 | 10085700960002 | Ladda upp en bild av detta fornminne |
| Persnäs 98:1                         | Grav markerad av sten/block      |              | Persnäs, Öland      |       | 57.068733, 16.875724 | 10085700980001 | Ladda upp en bild av detta fornminne |
| Persnäs 99:1                         | Husgrund, förhistorisk/medeltida |              | Persnäs, Öland      |       | 57.103268, 16.939215 | 10085700990001 | Ladda upp en bild av detta fornminne |
| Persnäs 99:2                         | Husgrund, förhistorisk/medeltida |              | Persnäs, Öland      |       | 57.103390, 16.939452 | 10085700990002 | Ladda upp en bild av detta fornminne |
| Persnäs 99:3                         | Husgrund, förhistorisk/medeltida |              | Persnäs, Öland      |       | 57.103666, 16.940023 | 10085700990003 | Ladda upp en bild av detta fornminne |
| Persnäs 99:4                         | Husgrund, förhistorisk/medeltida |              | Persnäs, Öland      |       | 57.103549, 16.940291 | 10085700990004 | Ladda upp en bild av detta fornminne |
| Persnäs 99:5                         | Husgrund, förhistorisk/medeltida |              | Persnäs, Öland      |       | 57.103612, 16.940570 | 10085700990005 | Ladda upp en bild av detta fornminne |
| Persnäs 100:1                        | Husgrund, förhistorisk/medeltida |              | Persnäs, Öland      |       | 57.098130, 16.946437 | 10085701000001 | Ladda upp en bild av detta fornminne |
| Persnäs 100:2                        | Husgrund, förhistorisk/medeltida |              | Persnäs, Öland      |       | 57.098102, 16.946804 | 10085701000002 | Ladda upp en bild av detta fornminne |
| Persnäs 100:3                        | Husgrund, förhistorisk/medeltida |              | Persnäs, Öland      |       | 57.098011, 16.947104 | 10085701000003 | Ladda upp en bild av detta fornminne |
| Persnäs 100:4                        | Stensättning                     |              | Persnäs, Öland      |       | 57.096878, 16.948017 | 10085701000004 | Ladda upp en bild av detta fornminne |
| Persnäs 100:5                        | Stensättning                     |              | Persnäs, Öland      |       | 57.096734, 16.948128 | 10085701000005 | Ladda upp en bild av detta fornminne |
| Persnäs 100:6                        | Stensättning                     |              | Persnäs, Öland      |       | 57.096911, 16.948325 | 10085701000006 | Ladda upp en bild av detta fornminne |
| Persnäs 104:1                        | Gravfält                         |              | Persnäs, Öland      |       | 57.065831, 16.961463 | 10085701040001 | Ladda upp en bild av detta fornminne |
| Persnäs 104:2                        | Stensättning                     |              | Persnäs, Öland      |       | 57.066362, 16.960274 | 10085701040002 | Ladda upp en bild av detta fornminne |
| Persnäs 104:3                        | Stensättning                     |              | Persnäs, Öland      |       | 57.066230, 16.960467 | 10085701040003 | Ladda upp en bild av detta fornminne |
| Persnäs 104:4                        | Stensättning                     |              | Persnäs, Öland      |       | 57.066213, 16.960737 | 10085701040004 | Ladda upp en bild av detta fornminne |
| Persnäs 105:1                        | Husgrund, förhistorisk/medeltida |              | Persnäs, Öland      |       | 57.077599, 16.948973 | 10085701050001 | Ladda upp en bild av detta fornminne |
| Persnäs 106:1                        | Husgrund, förhistorisk/medeltida |              | Persnäs, Öland      |       | 57.079324, 16.946799 | 10085701060001 | Ladda upp en bild av detta fornminne |
| Persnäs 106:2                        | Stensättning                     |              | Persnäs, Öland      |       | 57.078904, 16.947251 | 10085701060002 | Ladda upp en bild av detta fornminne |
| Persnäs 107:1                        | Husgrund, förhistorisk/medeltida |              | Persnäs, Öland      |       | 57.078207, 16.949799 | 10085701070001 | Ladda upp en bild av detta fornminne |
| Dunkullar (Persnäs 108:1)            | Husgrund, förhistorisk/medeltida |              | Persnäs, Öland      |       | 57.077285, 16.954360 | 10085701080001 | Ladda upp en bild av detta fornminne |
| Persnäs 109:1                        | Stensättning                     |              | Persnäs, Öland      |       | 57.063672, 16.947967 | 10085701090001 | Ladda upp en bild av detta fornminne |
| Persnäs 109:2                        | Stensättning                     |              | Persnäs, Öland      |       | 57.063594, 16.947698 | 10085701090002 | Ladda upp en bild av detta fornminne |
| Persnäs 110:1                        | Husgrund, förhistorisk/medeltida |              | Persnäs, Öland      |       | 57.066930, 16.945698 | 10085701100001 | Ladda upp en bild av detta fornminne |
| Persnäs 110:2                        | Husgrund, förhistorisk/medeltida |              | Persnäs, Öland      |       | 57.066751, 16.945997 | 10085701100002 | Ladda upp en bild av detta fornminne |
| Rörbacken (Persnäs 111:1)            | Gravfält                         |              | Persnäs, Öland      |       | 57.062871, 16.943027 | 10085701110001 | Ladda upp en bild av detta fornminne |
| Rörbacken (Persnäs 111:2)            | Husgrund, förhistorisk/medeltida |              | Persnäs, Öland      |       | 57.063831, 16.940135 | 10085701110002 | Ladda upp en bild av detta fornminne |
| Persnäs 112:1                        | Gravfält                         |              | Persnäs, Öland      |       | 57.076002, 16.918349 | 10085701120001 | Ladda upp en bild av detta fornminne |
| Persnäs 113:1                        | Husgrund, förhistorisk/medeltida |              | Persnäs, Öland      |       | 57.069270, 16.914856 | 10085701130001 | Ladda upp en bild av detta fornminne |
| Rynings kors (Persnäs 115:1)         | Minnesmärke                      |              | Persnäs, Öland      |       | 57.061453, 16.918897 | 10085701150001 | Ladda upp en bild av detta fornminne |
| Persnäs 116:1                        | Grav markerad av sten/block      |              | Persnäs, Öland      |       | 57.052131, 16.926851 | 10085701160001 | Ladda upp en bild av detta fornminne |
| Herråsen (Persnäs 117:1)             | Husgrund, förhistorisk/medeltida |              | Persnäs, Öland      |       | 57.065473, 16.913496 | 10085701170001 | Ladda upp en bild av detta fornminne |
| Persnäs 121:1                        | Stensättning                     |              | Persnäs, Öland      |       | 57.076950, 16.916857 | 10085701210001 | Ladda upp en bild av detta fornminne |
| Persnäs 122:1                        | Husgrund, förhistorisk/medeltida |              | Persnäs, Öland      |       | 57.075145, 16.930526 | 10085701220001 | Ladda upp en bild av detta fornminne |
| Persnäs 122:2                        | Husgrund, förhistorisk/medeltida |              | Persnäs, Öland      |       | 57.075147, 16.931082 | 10085701220002 | Ladda upp en bild av detta fornminne |
| Persnäs 122:3                        | Husgrund, förhistorisk/medeltida |              | Persnäs, Öland      |       | 57.075003, 16.932940 | 10085701220003 | Ladda upp en bild av detta fornminne |
| Persnäs 122:4                        | Husgrund, förhistorisk/medeltida |              | Persnäs, Öland      |       | 57.074922, 16.932444 | 10085701220004 | Ladda upp en bild av detta fornminne |
| Persnäs 122:5                        | Husgrund, förhistorisk/medeltida |              | Persnäs, Öland      |       | 57.074760, 16.932839 | 10085701220005 | Ladda upp en bild av detta fornminne |
| Persnäs 122:6                        | Husgrund, förhistorisk/medeltida |              | Persnäs, Öland      |       | 57.074705, 16.933021 | 10085701220006 | Ladda upp en bild av detta fornminne |
| Persnäs 122:7                        | Husgrund, förhistorisk/medeltida |              | Persnäs, Öland      |       | 57.074771, 16.933724 | 10085701220007 | Ladda upp en bild av detta fornminne |
| Persnäs 122:8                        | Husgrund, förhistorisk/medeltida |              | Persnäs, Öland      |       | 57.074768, 16.934009 | 10085701220008 | Ladda upp en bild av detta fornminne |
| Persnäs 125:1                        | Husgrund, förhistorisk/medeltida |              | Persnäs, Öland      |       | 57.067118, 16.938062 | 10085701250001 | Ladda upp en bild av detta fornminne |
| Persnäs 126:1                        | Husgrund, förhistorisk/medeltida |              | Persnäs, Öland      |       | 57.072822, 16.937736 | 10085701260001 | Ladda upp en bild av detta fornminne |
| Persnäs 126:2                        | Husgrund, förhistorisk/medeltida |              | Persnäs, Öland      |       | 57.072701, 16.937672 | 10085701260002 | Ladda upp en bild av detta fornminne |
| Persnäs 127:1                        | Husgrund, förhistorisk/medeltida |              | Persnäs, Öland      |       | 57.082668, 16.947275 | 10085701270001 | Ladda upp en bild av detta fornminne |
| Persnäs 128:1                        | Grav markerad av sten/block      |              | Persnäs, Öland      |       | 57.048050, 16.899373 | 10085701280001 | Ladda upp en bild av detta fornminne |
| Persnäs 128:2                        | Grav markerad av sten/block      |              | Persnäs, Öland      |       | 57.048110, 16.899354 | 10085701280002 | Ladda upp en bild av detta fornminne |
| Persnäs 130:1                        | Gravfält                         |              | Persnäs, Öland      |       | 57.051156, 16.912041 | 10085701300001 | Ladda upp en bild av detta fornminne |
| Persnäs 131:1                        | Husgrund, förhistorisk/medeltida |              | Persnäs, Öland      |       | 57.050083, 16.912539 | 10085701310001 | Ladda upp en bild av detta fornminne |
| Persnäs 136:1                        | Stensättning                     |              | Persnäs, Öland      |       | 57.047119, 16.856875 | 10085701360001 | Ladda upp en bild av detta fornminne |
| Persnäs 136:2                        | Stensättning                     |              | Persnäs, Öland      |       | 57.047044, 16.856657 | 10085701360002 | Ladda upp en bild av detta fornminne |
| Persnäs 136:3                        | Stensättning                     |              | Persnäs, Öland      |       | 57.046585, 16.856307 | 10085701360003 | Ladda upp en bild av detta fornminne |
| Persnäs 136:4                        | Stensättning                     |              | Persnäs, Öland      |       | 57.046508, 16.856103 | 10085701360004 | Ladda upp en bild av detta fornminne |
| Persnäs 137:1                        | Stensättning                     |              | Persnäs, Öland      |       | 57.048796, 16.857434 | 10085701370001 | Ladda upp en bild av detta fornminne |
| Persnäs 137:2                        | Stensättning                     |              | Persnäs, Öland      |       | 57.048722, 16.857326 | 10085701370002 | Ladda upp en bild av detta fornminne |
| Persnäs 137:3                        | Stensättning                     |              | Persnäs, Öland      |       | 57.048654, 16.857229 | 10085701370003 | Ladda upp en bild av detta fornminne |
| Persnäs 137:4                        | Stensättning                     |              | Persnäs, Öland      |       | 57.048597, 16.857122 | 10085701370004 | Ladda upp en bild av detta fornminne |
| Persnäs 138:1                        | Stensättning                     |              | Persnäs, Öland      |       | 57.048501, 16.859314 | 10085701380001 | Ladda upp en bild av detta fornminne |
| Persnäs 139:1                        | Husgrund, förhistorisk/medeltida |              | Persnäs, Öland      |       | 57.084828, 16.918768 | 10085701390001 | Ladda upp en bild av detta fornminne |
| Persnäs 139:2                        | Husgrund, förhistorisk/medeltida |              | Persnäs, Öland      |       | 57.084825, 16.919082 | 10085701390002 | Ladda upp en bild av detta fornminne |
| Persnäs 152:1                        | Stensättning                     |              | Persnäs, Öland      |       | 57.065321, 16.962556 | 10085701520001 | Ladda upp en bild av detta fornminne |
| Persnäs 152:2                        | Stensättning                     |              | Persnäs, Öland      |       | 57.065191, 16.962717 | 10085701520002 | Ladda upp en bild av detta fornminne |
| Persnäs 178:1                        | Hällristning                     |              | Persnäs, Öland      |       | 57.088391, 16.887323 | 10085701780001 | Ladda upp en bild av detta fornminne |
| Persnäs 180:1                        | Stensättning                     |              | Persnäs, Öland      |       | 57.070649, 16.932450 | 10085701800001 | Ladda upp en bild av detta fornminne |
| Persnäs 180:2                        | Stensättning                     |              | Persnäs, Öland      |       | 57.070753, 16.932605 | 10085701800002 | Ladda upp en bild av detta fornminne |
| Persnäs 182:1                        | Röse                             |              | Persnäs, Öland      |       | 57.071237, 16.938786 | 10085701820001 | Ladda upp en bild av detta fornminne |
| Persnäs 183:1                        | Husgrund, förhistorisk/medeltida |              | Persnäs, Öland      |       | 57.073989, 16.938407 | 10085701830001 | Ladda upp en bild av detta fornminne |
| Persnäs 188:1                        | Stensättning                     |              | Persnäs, Öland      |       | 57.106195, 16.944280 | 10085701880001 | Ladda upp en bild av detta fornminne |
| Persnäs 201:1                        | Stensättning                     |              | Persnäs, Öland      |       | 57.081216, 16.862440 | 10085702010001 | Ladda upp en bild av detta fornminne |
| Persnäs 203:1                        | Stensättning                     |              | Persnäs, Öland      |       | 57.054131, 16.863471 | 10085702030001 | Ladda upp en bild av detta fornminne |